# Lugaignac
Lugaignac ist eine französische Gemeinde mit 433 Einwohnern (Stand: 1. Januar 2022) im Département Gironde in der Region Nouvelle-Aquitaine (vor 2016 Aquitaine); sie gehört zum Arrondissement Libourne und zum Kanton Les Coteaux de Dordogne. Die Einwohner werden Lugaignacais genannt.

## Geographie
Lugaignac liegt etwa 31 Kilometer östlich von Bordeaux und 13 Kilometer südlich von Libourne. Umgeben wird Lugaignac von den Nachbargemeinden Grézillac im Westen und Norden, Branne im Norden und Nordosten, Saint-Aubin-de-Branne im Osten, Naujan-et-Postiac im Süden sowie Guillac im Südwesten und Westen.

## Bevölkerungsentwicklung
| Jahr                       | 1962 | 1968 | 1975 | 1982 | 1990 | 1999 | 2011 | 2020 |
| Einwohner                  | 242  | 242  | 240  | 265  | 290  | 300  | 405  | 475  |
| Quellen: Cassini und INSEE |      |      |      |      |      |      |      |      |

## Sehenswürdigkeiten
- Kirche Saint-Martin aus dem 12. Jahrhundert, Umbauten aus dem 16. und 19. Jahrhundert, seit 1925 Monument historique

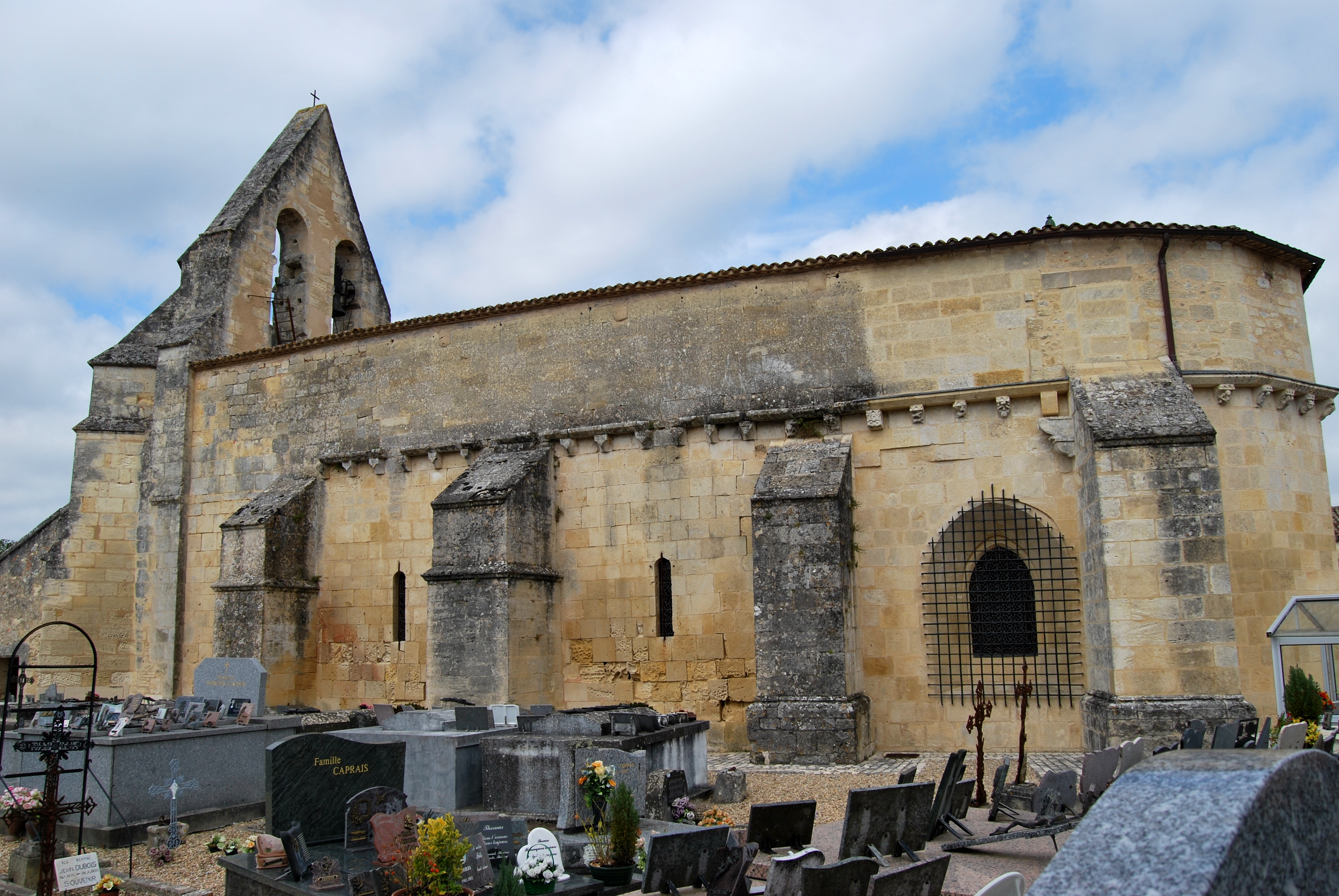
Kirche Saint-Martin
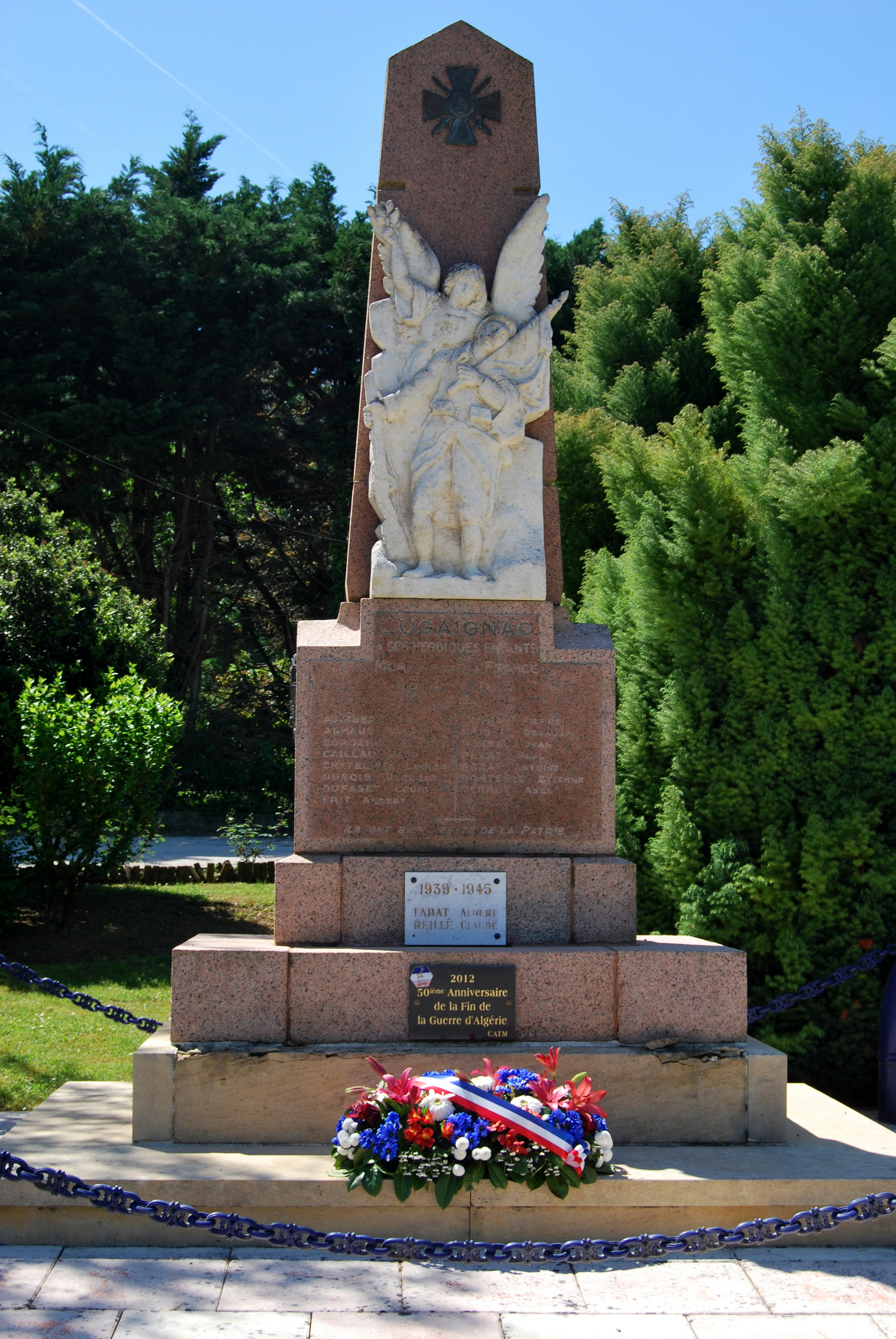
Gefallenendenkmal